# Lellingeria hombersleyi
Lellingeria hombersleyi är en stensöteväxtart som först beskrevs av William Ralph Maxon, och fick sitt nu gällande namn av Alan Reid Smith. Lellingeria hombersleyi ingår i släktet Lellingeria och familjen Polypodiaceae. Inga underarter finns listade.